# Iniciativa Europea de Estabilidad

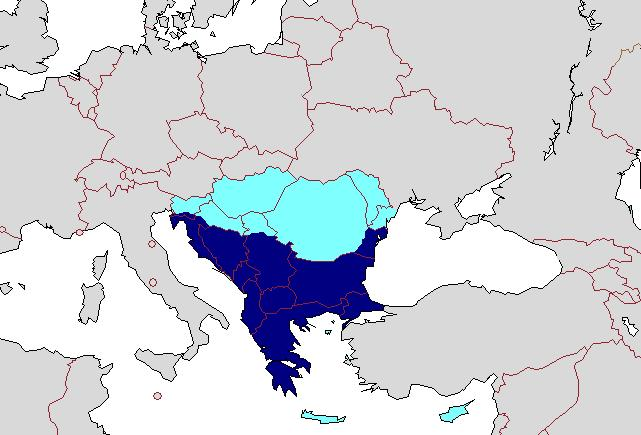
Los Balcanes
Estados considerados del sureste de Europa.

Iniciativa Europea de Estabilidad (IEE, por su sigla en español; en inglés: European Stability Initiative, ESI) es un think tank, lobby o grupo de expertos que estudia cuestiones geopolíticas relacionadas con el sudeste de Europa y la ampliación de la Unión Europea. Tiene oficinas en Berlín, Bruselas y Estambul. Su investigador principal es Gerald Knaus.

## Historia
La llamada IEE/ESI se fundó en junio de 1999 en Sarajevo, tras una cruenta guerra civil que destrozó la antigua Yugoslavia. Sus fundadores, sociólogos, analistas y profesionales de diferentes países, fueron miembros de organismos internacionales como la OSCE, Naciones Unidas o el Banco Mundial. Se fundó como una red de investigación para avanzar en la integración de los Balcanes en la Unión Europea, tras el final de la Guerra de Kosovo. El presidente fundador de la IEE/ESI fue Gerald Knaus.
En 2000, la IEE/ESI abrió sus primeras oficinas en Berlín y Bruselas. En 2004, ESI abrió una oficina en Estambul y lanzó sus primeras iniciativas sobre el desarrollo social y económico de Turquía en el contexto de la solicitud del país de adhesión a la UE.
En junio de 2007, ESI comenzó a trabajar en una serie documental titulada "Balkan Express/ Return to Europe». El documental describe los viajes de personas que luchan por los valores democráticos en diez países (Albania, Kosovo, Montenegro, Bosnia y Herzegovina, Macedonia, Serbia, Rumania, Bulgaria, Grecia y Turquía). A partir de abril de 2008, la serie se emitió primero en los canales en alemán 3sat y ORF y más tarde en las televisiones de todo el mundo. A finales de 2008, Return to Europe recibió el premio "Gran Premio Erasmus Euro Media" por la destacada producción mediática europea, otorgado por la Sociedad Europea de Educación y Comunicación (ESEC).
Entre 2012 y 2016, ESI centró su investigación en la situación de los derechos humanos en Azerbaiyán, la metodología de la ampliación de la UE, el proceso de liberalización de visados entre la UE y Turquía, el enfoque de la UE hacia los problemas económicos en los países de los Balcanes Occidentales y la crisis de refugiados sirios. En 2013, ESI publicó un informe sobre la llamada diplomacia del caviar del gobierno de Azerbaiyán. Sus revelaciones dieron lugar a varias investigaciones judiciales en distintos países y a un escándalo sin precedentes en el seno del Consejo de Europa.
Entre 2018 y 2020, el ESI examinó las reformas del gobierno polaco para recortar y limitar los poderes de las instituciones judiciales del país. En esos años el ESI solicitó en dos ocasiones a la Comisión Europea que abra un procedimiento de infracción, que finalmente hizo. La Comisión Europea concluyó en 2021 que las nuevas leyes polacas ya no garantizaban la independencia del poder judicial y que contradecían el Tratado de la Unión Europea. Por ello, insta al Gobierno polaco a aplicar medidas temporales y compensatorias. Dado que las respuestas del Gobierno polaco no se consideraron satisfactorias, se presentó una solicitud ante el Tribunal de Justicia de las Comunidades Europeas.

## Funcionamiento
ESI es una organización sin fines de lucro y se financia mediante donaciones. Sus proyectos actuales sobre la ampliación de la UE, el desarrollo de sus capacidades y el estado de los derechos humanos en los estados de la UE están financiados por la Agencia Sueca de Cooperación Internacional para el Desarrollo, Stiftung Mercator, Open Society Foundations y ERSTE Stiftung. En 2006, el ESI contaba con un presupuesto mensual de 45.000 euros.
A finales de 2020, el ESI había elaborado más de 62 informes. Además, también incluye más de 200 análisis en profundidad y recomendaciones sobre prácticas políticas.